# Simone Pétrement
Simone Pétrement   (Ghazaouet, 6 de juny de 1907 - Margency, 15 de desembre de 1992) va ser una filòsofa francesa especialitzada en els orígens cristians del gnosticisme.
Estudiant al Liceu Henri IV va ser companya de classe de Simone Weil. Va formar-se a l'École Normale Supérieure i va ser una de les tres primeres dones en graduar-se en humanitats juntament amb Clémence Ramnoux i Suzanne Roubaud. Llicenciada en filosofia (1931) i després doctora en humanitats (1947), va treballar com a conservadora a la Biblioteca Nacional de França. L'Acadèmia Francesa li va concedir el premi Broquette-Gonin el 1974 per la seva biografia La vie de Simone Weil.